# Euthüphron (dialógus)
Az Euthüphron Platón korai párbeszédeinek egyike.

## A vita
Melitosz azzal vádolta Szókratészt, hogy megrontja az ifjakat, és nem tiszteli a város isteneit.
Euthüphron egy jós. Azzal vádolja az apját, hogy megölt egy napszámosát, aki azonban megölt egy rabszolgát. A kérdés az, hogy emelhet-e vádat a fiú az apa ellen?

### A jámborság meghatározása
Euthüphron szerint jámbor minden, ami az isteneknek kedves. A jámborság az istentelenség ellentéte. Szókratész ezt úgy cáfolja meg, hogy mint a mitológiából ismerős, az istenek civakodni szoktak, ez pedig azt jelenti, hogy vannak dolgok, amiben nem értenek egyet. Következésképp egy dolog tetszhet egy istennek, egy másiknak azonban nem, tehát a jámborság ezen meghatározása nem helyes.
Továbbá, Szókratész felveti a következő problémát: vajon azért szeretik az istenek a jámbor dolgokat, mert jámborak, vagy azért jámborak ezen dolgok, mert szeretik őket az istenek? Válaszként kimutatja, hogy nem ugyanazt jelenti a látó a látottal, vagy a hordozó a hordottal. Azaz a szeretett dolgokat nem azért szeretik mert szeretett, hanem azért szeretik, mert szeretnivaló.
Nem mindenki aki fél, szégyenkezik, azonban mindenki aki szégyenkezik, az fél is. Azaz nem minden szám páros, de minden páros szám is. Így áll a dolog az igazságos – jámborral is, mert a jámborság az igazságosság része.
Euthüphron szerint jámbor dolog az istenektől való kérés (ima), és az istenek megajándékozása (áldozat). Szókratész válasza a következő: Ezek szerint a jámborság az istenek és az emberek közti cserekereskedelem művészete.